# 長良川之戰
長良川之戰是1556年（弘治2年）4月齋藤義龍為確保家督之位，攻擊父親齋藤道三的一場戰役。

## 背景
1554年（天文23年），齋藤道三將家督之位和稻葉山城交由長子齋藤義龍繼承，退往鷺山城隠居，但是他較偏愛次男孫四郎及三男喜平次，據傳他已產生廢除義龍的想法，因此齋藤義龍先下手為強，和重臣長井道利串謀對付道三，在1555年（弘治元年）10月時詐病騙來孫四郎及喜平次兩名弟弟，派遣家臣日根野弘就暗殺兩人，由於齋藤義龍已獲西美濃三人眾等美濃豪族支持，組織起17,500大軍，而道三方僅有2,700人，局勢對道三方明顯不利。

## 過程
齋藤道三獲知此事後，越過長良川進入大桑城和齋藤義龍對峙，待到來年春季冬雪消融後，義龍方在4月18日再度對大桑城發起攻勢，南邊的尾張國大名織田信長因為是齋藤道三的女婿也發兵北上馳援道三，而齋藤道三自知城池不足防守，在20日下至長良川一帶。
混戰中，由齋藤義龍任命的先鋒竹腰道塵率先發動突撃，直接切入道三本陣，齋藤道三憑藉巧妙的指揮擊退竹腰的部隊，殺死竹腰道塵，但齋藤義龍隨即親率旗本隊渡河鞏固陣形，兵力較少的道三方漸趨不利，終究被齋藤義龍擊潰，齋藤義龍部將長井忠左衛門、小真木源太殺死齋藤道三，而來援的織田信長也在獲報後撤回尾張。

## 後續
齋藤道三死後，齋藤義龍以出家來表示對弒父的贖罪，法名「飯賀」。而道三之死也象徵和尾張織田家的盟約告終，為南下進攻尾張國，齋藤義龍先後聯合織田信廣、織田信安，意圖對抗織田信長卻都失敗。但在美濃國內政方面，齋藤義龍重新以貫高制穩定領內家臣的知行，導入宿老合議制，以安藤守就、氏家卜全、日根野弘就、竹腰直光、日比野清実、長井衛安六人輔政，深植齋藤家統治美濃的基石。
道三死後，織田信長也主張道三死亡時有遺言該由自己繼承美濃，成為信長後來攻打美濃國的口實，和齋藤義龍、龍興兩代交戰（稻葉山城之戰），並且獲得原來道三一派的齋藤家臣如豬子高就、齋藤長龍投靠。

## 逸話
- 據傳齋藤義龍乃是被齋藤道三放逐的原美濃國守護土岐賴藝的遺腹子，但欠缺實際證據。
- 以前認為齋藤道三一開始是將本陣設置在鷺山城，經考據後現在認為是在鶴山。